# La Quán Trung
La Bản (chữ Hán: 羅本; bính âm: Luó Běn; khoảng 1330 – 1400), tự là Quán Trung (貫中), biệt hiệu "Hồ Hải tản nhân" (湖海散人), là một tiểu thuyết gia nổi tiếng người Trung Hoa sống vào cuối thời nhà Nguyên, đầu thời nhà Minh. Ông được biết đến là tác giả Tam quốc diễn nghĩa, một tiểu thuyết dã sử nổi tiếng và cũng là một trong Tứ đại danh tác của văn học cổ điển Trung Hoa.

## Tiểu sử
La Quán Trung có thể là người Thái Nguyên (còn có thuyết cho rằng ông là người Lư Lăng, Tiền Đường, Đông Nguyên. v. v...). Ông sinh vào cuối đời Nguyên, mất vào đầu đời Minh, ước chừng vào khoảng năm 1330 đến năm 1400 giữa thời thống trị của nhà Nguyên Thuận Đế và Minh Thái Tổ. Có thuyết còn nói rõ ông sinh năm 1328 và mất năm 1398.
Ông rất có tài văn chương, rất giỏi về từ khúc, câu đối, lại viết cả các loại kịch, nhưng nổi tiếng nhất là về tiểu thuyết. Ông là tác giả của cuốn tiểu thuyết Tam quốc diễn nghĩa và còn có thuyết cho rằng: La Quán Trung cũng là một người tham gia soạn và chỉnh biên tác phẩm Thủy hử, câu chuyện kể về cuộc khởi nghĩa Lương Sơn Bạc cuối đời Bắc Tống do Tống Công Minh lãnh đạo, đó là hai cuốn tiểu thuyết trong Tứ đại danh tác – bốn tác phẩm nổi tiếng nhất trong văn học cổ điển Trung Hoa. Ông là người đóng góp xuất sắc cho trường phái tiểu thuyết lịch sử đời Minh-Thanh.
La Quán Trung xuất thân từ một gia đình quý tộc. Tuổi thanh niên ông nuôi chí phò vua giúp nước; song lúc đó, triều đình nhà Nguyên đang suy tàn, ông bỏ đi phiêu lãng nên có biệt hiệu là Hồ Hải tản nhân. Ông là một trong những người "có chí mưu đồ sự nghiệp bá vương". Tiếc rằng tình hình tường tận thế nào nay không thể biết rõ được.
La Quán Trung tương truyền từng tham gia cuộc khởi nghĩa chống nhà Nguyên của Trương Sĩ Thành. Sau khi Trương Sĩ Thành thất bại, Minh Thái Tổ lên ngôi, thống nhất Trung Hoa, ông lui về quy ẩn, sưu tầm và biên soạn tiểu thuyết dã sử.

## Tác phẩm
Về tiểu thuyết thì ngoài Tam quốc diễn nghĩa, tương truyền có tất cả hơn 10 bộ, như nay ta biết còn có: Tùy Đường chí, Tản Đường ngũ đại sử diễn ca, Tam toại bình yêu truyện... (hiện nay những bản còn lưu truyền đã bị người đời sau sửa đổi, viết lại, không còn nguyên bản của ông nữa)
- Tùy Đường chí truyện (隋唐志傳)
- Tùy Đường lưỡng triều chí truyện (隋唐兩朝志傳)
- Tàn Đường ngũ đại sử diễn nghĩa (残唐五代史演義)
- Phấn Trang Lâu (粉妝樓)